# Chicago and Eastern Illinois Railroad

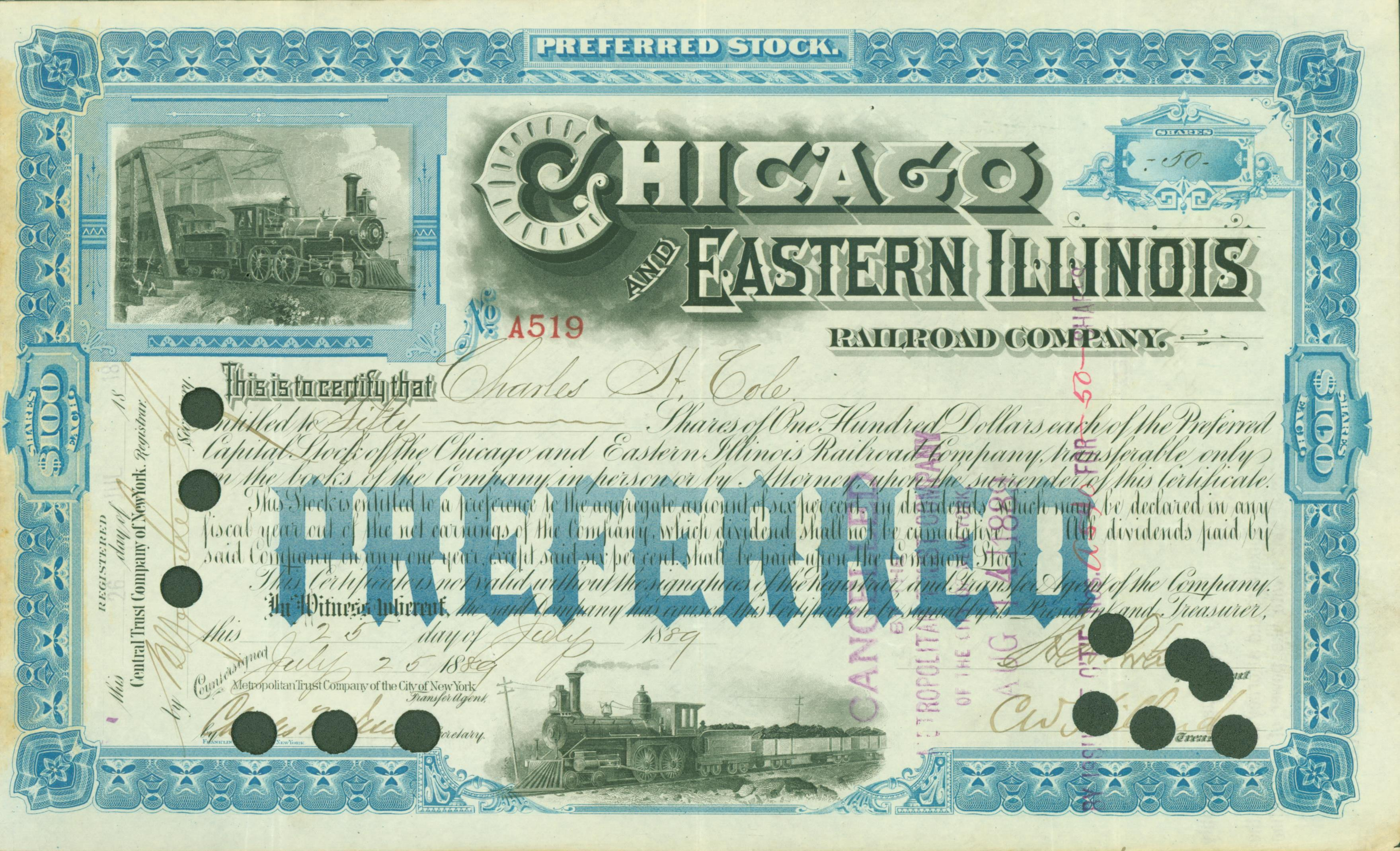
Vorzugsaktie der Chicago and Eastern Illinois Railroad Company vom 25. Juli 1889

Die Chicago and Eastern Illinois Railroad (abgekürzt C&EI) war eine US-amerikanische Class-1-Bahngesellschaft, die Chicago mit dem Süden von Illinois sowie die Städte St. Louis und Evansville verband. Von der Gründung im Jahr 1877 bis zur Großen Depression in den 1920ern wuchs die Eisenbahngesellschaft massiv, bis sie von der Missouri Pacific Railroad aufgekauft wurde.

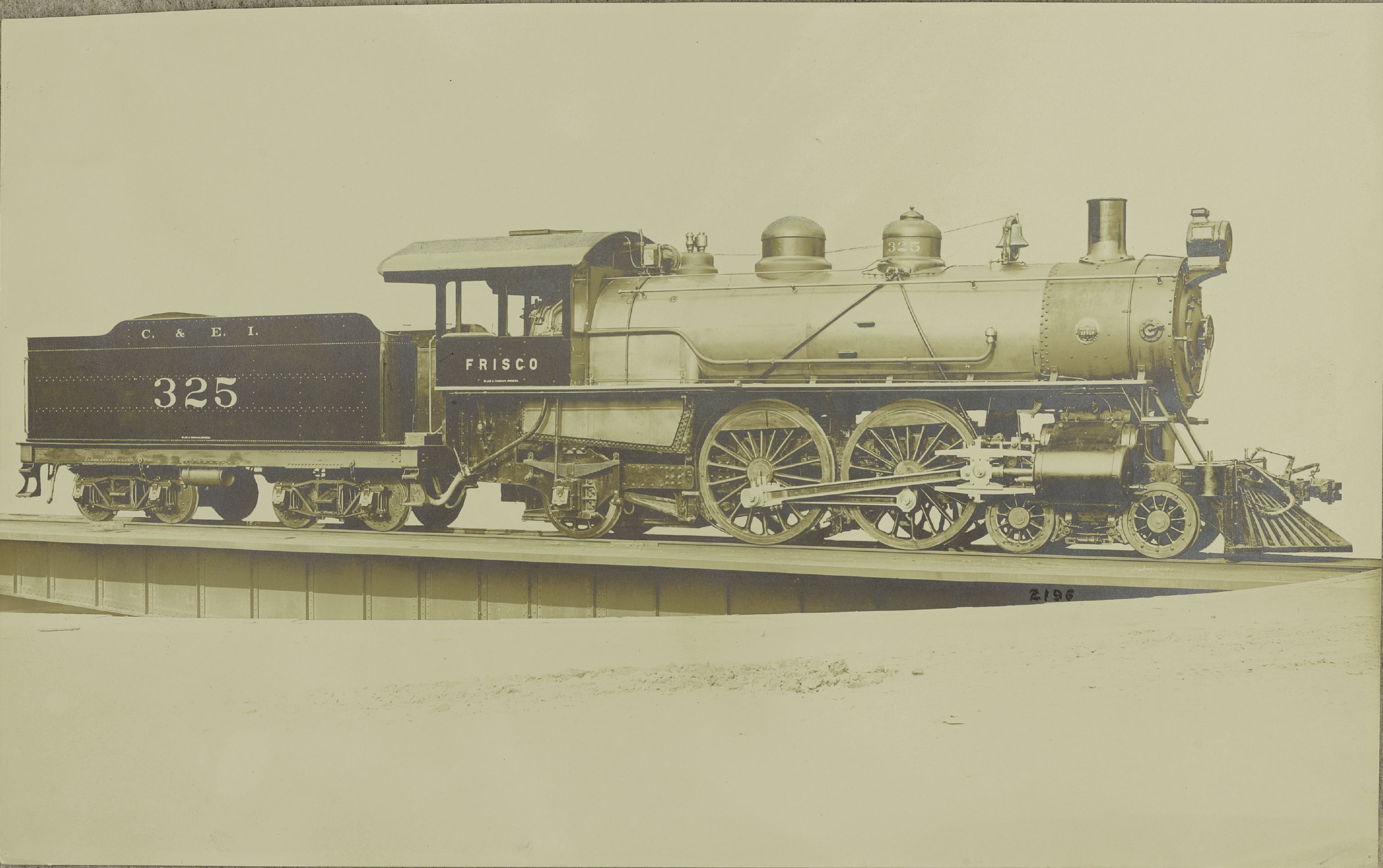
Lokomotive 325, gebaut 1905 von ALCo

## Geschichte
Der älteste Streckenteil der Chicago & Eastern Illinois Railroad stammt aus dem Jahr 1852, die 85 Kilometer lange Evansville & Chicago Railroad.
Am 30. Juni 1906 war die C&EI im Besitz von 283 Lokomotiven, 136 Personenwagen und 17 750 Güterwagen.
Am 15. Oktober 1976 wurde die Übernahme der Chicago and Eastern Illinois Railroad durch die Missouri Pacific Railroad abgeschlossen.